# Dane Spencer
Dane Spencer (né le 24 décembre 1977) est un skieur alpin américain.

## Jeux olympiques
Dane Spencer participe aux Jeux olympiques de Salt Lake City de 2002. Il participe à l'épreuve de slalom géant dont il se classe seizième.

## Championnats du Monde
Dane Spencer participe à quatre éditions des Championnats du monde de ski alpin, en slalom géant et une fois en super G, avec une septième place comme meilleur résultat, en géant à Bormio en 2005,.
| Épreuve / Édition | Åre 1997 | Vail / Beaver Creek 1999 | Saint-Moritz 2003 | Bormio 2005 |
| Super G           | -        | -                        | -                 | 33e         |
| Slalom géant      | 19e      | 24e                      | 21e               | 7e          |

## |Coupe du Monde
- Meilleur classement final: 69e en 2005
- Meilleur résultat: 10e.